# Ilse Stiewitt
Ilse Stiewitt (* 7. Januar 1943 in Schöningen) ist eine deutsche Sozialwirtin und Politikerin (SPD).

## Leben und Beruf
Nach dem Abitur arbeitete Stiewitt zunächst als Ingenieurassistentin bei der Siemens AG und war von 1966 bis 1971 als Diplom-Sozialwirtin in Göttingen tätig. Sie war von 1972 bis 1984 Referentin unter den Duisburger Oberstadtdirektoren Ernst Caumanns und Herbert Krämer, fungierte dort zuletzt auch als Amtsleiterin und war anschließend bis 1987 Referentin beim nordrhein-westfälischen Umweltministerium in Düsseldorf.

## Partei
Stiewitt ist Mitglied der SPD und gehörte von 1995 bis 2003 dem Landesvorstand der SPD Hessen an.

## Abgeordnete
Stiewitt war von 1995 bis 2003 Mitglied des Hessischen Landtags und dort zeitweise Vorsitzende des Ausschusses für Frauen, Arbeit und Sozialordnung.

## Öffentliche Ämter
Stiewitt wurde 1987 Beigeordnete für Schule, Kultur und Sport der Stadt Herne und war von 1991 bis 1993 Präsidentin des Regierungsbezirks Kassel. Vom 15. Juni 1993 bis zum 5. April 1995 amtierte sie als hessische Staatsministerin für Frauen, Arbeit und Sozialordnung in der von Ministerpräsident Hans Eichel geführten Landesregierung.